# Chiesa di San Giuseppe (Montiano)
La chiesa di San Giuseppe è un edificio religioso situato a Montiano, nel comune di Magliano in Toscana, in provincia di Grosseto.

## Storia
L'edificio religioso venne costruito nel corso del Cinquecento e ristrutturato alla fine dell'Ottocento, come indicato dalla data riportata su un gradino che precede il portale.
La costruzione della chiesa avvenne probabilmente a seguito dell'abbandono della Chiesa dei Santi Stefano e Ilario, presente in epoca medievale ma della quale è stata persa ogni traccia. La chiesa è stata ristrutturata nel 2014.

## Descrizione
La chiesa di San Giuseppe si presenta ad aula unica, con il portale preceduto affiancato da due finestre laterali e sovrastato da una terza finestra centrale di forma semicircolare. La facciata a capanna culmina con un caratteristico campanile a vela che si eleva al centro.